# Немирівське Воскресінське братство
Немирівське Воскресінське братство — національно-релігійна громадська організація православних руських (українських) шляхтичів та міщан Немирову у 1626—1650-х роках.

## Історія
Для боротьби проти наступу католицизму і полонізації українського народу в 1626 році засновується Немирівське церковне братство при відкритій в цім же році церкві Воскресіння Христового. На будівництво церкви кошти були зібрані братчиками. Того ж року церкву освятив митрополит Іов Борецький. Він також своєю грамотою затвердив братство. Воно було засноване за прикладом Львівського Успенського братства і керувалось в своїй діяльності схожим статутом.
У програмі Немирівського братства — прагнення міського населення взяти ініціативу в свої руки в багатьох важливих галузях громадсько-політичного, культурного і, зокрема, духовного життя. За рахунок братства діяв протопоп церкви, першим з яких був Антоній Васильович.
В 1648 році при братстві була створена школа для міщан, заможних козаків, нижчого прошарку духовенства та дрібного українського панства. Ймовірно, братчики допомогли Максиму Кривоносу здобути місто. Того ж року Ярема Вишневецький захопив Немирів, завдавши значної шкоди братству. Все це спричинило занепад братства, яке сталося близько 1650 року.